# Sukhoi Su-7
El Sukhoi Su-7 (en ruso: Сухой Су-7; designación OTAN: Fitter-A) fue un avión de caza supersónico con ala en flecha y propulsado por un turborreactor desarrollado en 1955 en la Unión Soviética. Originalmente, fue diseñado como un caza táctico para combate a baja altitud, pero no tuvo éxito en ese papel. Por otra parte, la serie Su-7B introducida poco después se convirtió el principal avión de ataque a tierra y cazabombardero soviética en los años 1960. El Su-7 era robusto en su simplicidad pero sus limitaciones incluían un corto alcance y una reducida carga de armamento.

## Diseño y desarrollo

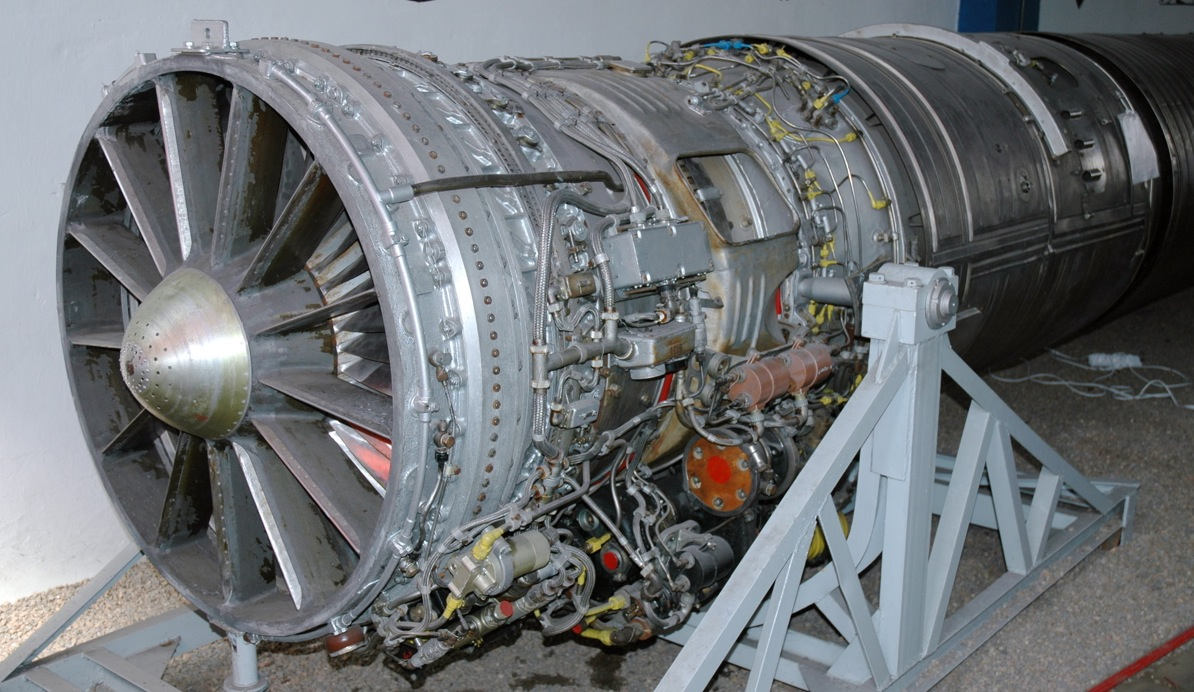
Motor Lyulka AL-7F1

El prototipo, designado S-1 "Strela", voló por primera vez el 7 de septiembre de 1955, y fue revelado al mundo en el Día de la Aviación de Túshino de 1956. La forma alar fue ideada durante la guerra de Corea por el TsAGI (Instituto Aerohidrodinámico Central). Tenía unas alas en flecha con un ángulo de 62° con superficies hipersustentadoras de borde de salida (conocidas como Fowler), una cola convencional y los distintivos frenos aéreos en forma de pétalo en la parte trasera del fuselaje.
El cuerpo del avión estaba construido alrededor del turborreactor Lyulka AL-7, con un empuje en poscombustión de 88 kN. A pesar de sus dimensiones, el volumen interno para combustible y aviónica estaba limitado. El motor se alimentaba por una entrada frontal donde estaba situado un radomo cónico que contenía el radar SRD-5M.
El Su-7, que recibió el nombre por la OTAN de Fitter-A, tenía como tarea principal funcionar como caza para enfrentarse a los cazas de la OTAN F-100 Super Sabre y F-101 Voodoo, en servicio en la Fuerza Aérea estadounidense. Estaba armado con dos cañones NR-30 de 30 mm situados en las alas, con 70 proyectiles cada uno. El Su-7 entró en servicio en 1958, pero en 1959 se decidió que el caza soviético básico sería el MiG-21, y la producción de Su-7 fue cancelada después de construir menos de 200 unidades. El Su-7B Fitter fue utilizado como cazabombardero, entrando en servicio en 1961, cuyo propósito principal era transportar armas nucleares tácticas.
Las capacidades de combate del Su-7 eran limitadas. Con un depósito interno de combustible pequeño de 2940 litros, su radio operacional era pobre, sobre los 300 km y llevando armamento se reducía aún más. Las velocidades de despegue y aterrizaje eran altas, por lo que necesitaba pistas largas. Un problema adicional en los primeros modelos era que el posquemador tardaba seis o siete segundos en funcionar, una desventaja en combate.
A su favor, el Su-7 era muy fácil de volar y de controlar. Sus controles eran pesados, pero eran indulgentes y previsibles. Su motor proporcionaba una velocidad de ascensión y velocidad a baja cota excepcionales. Además, el avión era resistente y robusto, y barato de operar (exceptuando el consumo de combustible). 
Las limitaciones del Su-7, en especial la distancia de despegue, condujeron a los soviéticos a crear el Su-17 de geometría variable, pero el Su-7 se mantuvo en servicio hasta los años 1980. Fue exportado a algunos países del Bloque del Este y del Pacto de Varsovia como a otras fuerza aéreas.

## Historia en combate

### Egipto
El Su-7 vio combate con Egipto en la guerra de los Seis Días de 1967, la posterior guerra de Desgaste, y fue usado en la guerra de Yom Kipur por parte de los egipcios para atacar a las fuerzas terrestres israelíes.

### India
La Fuerza Aérea de la India (IAF, por sus siglas en inglés) utilizó el Su-7 ampliamente en la guerra de 1971 con Pakistán. Seis escuadrones, con un total de 140 aviones, volaron casi 1500 incursiones ofensivas durante la guerra, y emprendieron la mayor parte de los esfuerzos de ataque diurno. La IAF logró mantener un ritmo operacional muy alto con sus Su-7, alcanzando un máximo de seis por piloto por día. Catorce Su-7 se perdieron durante la guerra, principalmente debido al fuego de AA. Después de la guerra, se descubrió que la aeronave tenía una alta capacidad de supervivencia, pudiendo volar a casa a pesar de recibir grandes daños. Por ejemplo, el Su-7 de Wing Commander H. S. Mangat fue gravemente dañado por un misil AIM-9B Sidewinder disparado desde un Shenyang J-6 de la Fuerza Aérea de Pakistán. El impacto fue tan severo que faltaba la mitad del timón, los ascensores, los alerones y los flaps estaban severamente dañados, y la mitad del misil estaba atrapado en la tubería de descarga. El piloto volvió a su base. La muerte de al menos un piloto indio se puede atribuir, al menos indirectamente, al diseño deficiente de la cabina. Un piloto colocó su asiento en una posición peligrosa "porque encontró la mira de la bomba y la mira de la pistola delantera más fácil de operar" mientras estaba en esa posición, y murió en la expulsión.

## Variantes

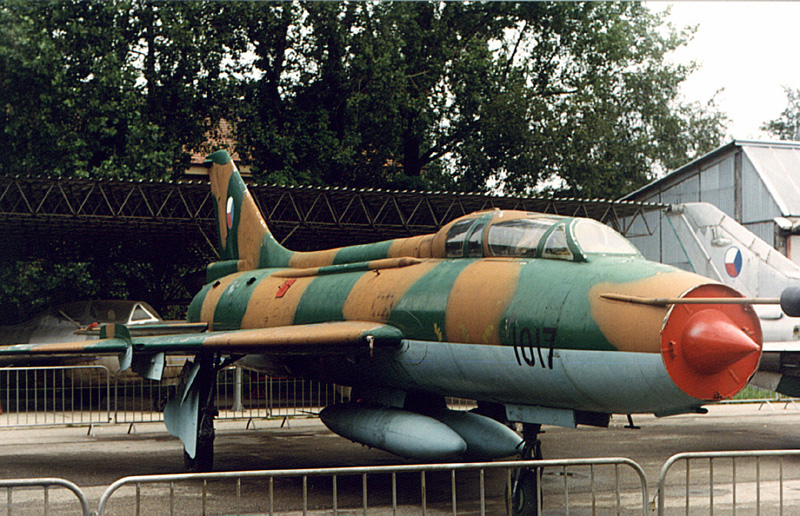
Un entrenador biplaza Su-7UMK (designación OTAN: Moujik)

La primera versión en producción fue el caza Su-7. Tras ser redefinido como cazabombardero, la producción cambió al Su-7B. Este avión podía llevar bombas y cohetes no guiados en dos sujeciones bajo alas de 500 kg (posteriormente incrementado a 750 kg) y dos sujeciones bajo el fuselaje de 500 kg. Con depósitos, la carga máxima sólo era de 1000 kg. La designación de fábrica de todas las variantes de ataque de Su-7 era S-22.
El Su-7B fue suplantado en producción en 1963 por el Su-7BM, con un motor más potente y fiable AL-7F1-150 de 98 kN de empuje. Su tarea principal era llevar armas nucleares. En 1965, fue superado en la producción por el Su-7BKL, donde KL significa kolyesa i lyzhi, con ruedas y patines, para mejorar la capacidad en terrenos abruptos. Estaba equipado también con paracaídas de freno y un nuevo motor AL-7F1-250.
En 1969, los Su-7 fueron equipados con dos sujeciones adicionales en las alas de 250 kg. El Su-7BKL fue el modelo más numeroso, fabricándose unos 700 hacia 1971. El modelo de exportación, basado en el Su-7BM con algunas modificaciones, fue denominado Su-7BMK, producido desde 1965 para usuarios que no formaban parte del Pacto de Varsovia.
Se construyó también un modelo de entrenamiento biplaza, el Su-7U (nombre código de la OTAN, Moujik) y su versión de exportación, el Su-7UMK. Este modelo tenía retirado el tanque de combustible frontal, reduciendo su capacidad en unos 200 kg, pero mantenía su capacidad de combate. Un prototipo de alas de geometría variable, el Su-7IG de 1966, se convirtió en la base del posterior Su-17.

## Operadores

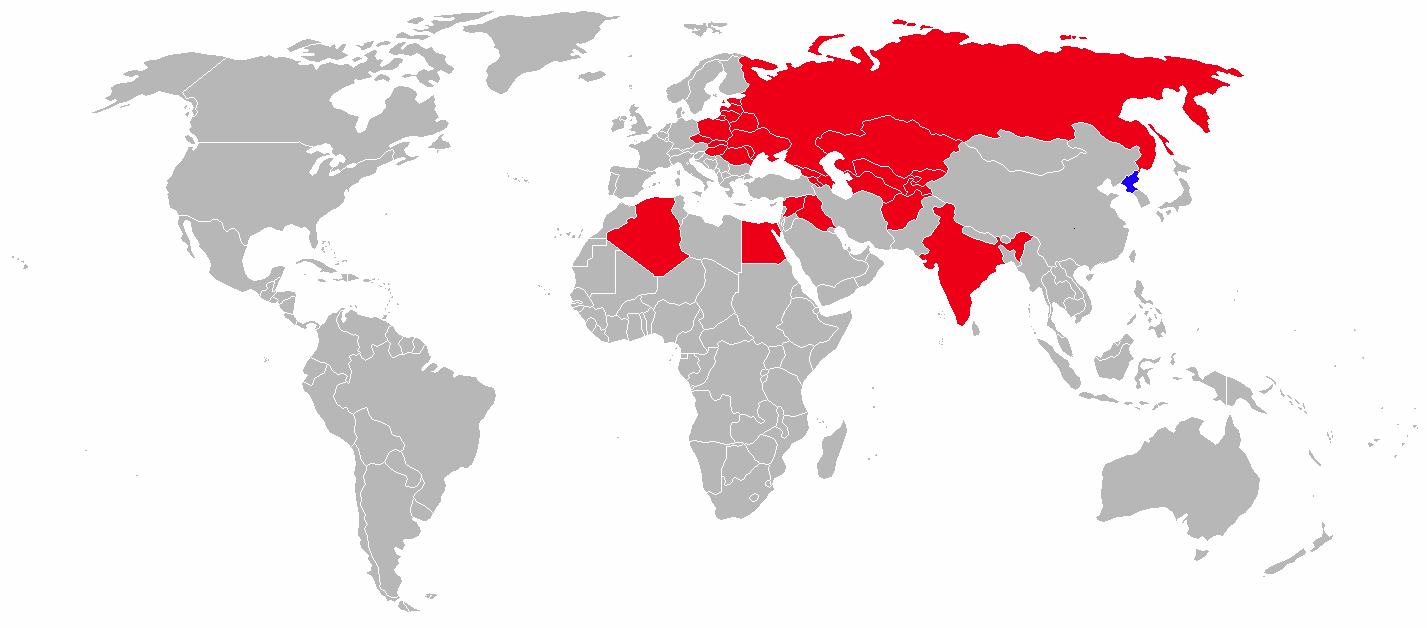
Operadores actuales.
Antiguos operadores.

### Operadores actuales
Corea del Norte
- Fuerza Aérea del Ejército Popular Coreano: 18 Su-7 en servicio.

### Antiguos operadores
Afganistán
- Fuerza Aérea del Ejército Afgano: 120 unidades, todas retiradas del servicio.

 Argelia
- Fuerza Aérea Argelina.

 Checoslovaquia
- Fuerza Aérea Checoslovaca: operó 60 Su-7, todos retirados en 1990.

 Egipto
- Fuerza Aérea Egipcia.

 India
- Fuerza Aérea India: 140 Su-7 prestaron su servicio durante largo tiempo en India, hoy todos retirados.

 Irak
- Fuerza Aérea Iraquí

 Polonia
- Fuerza Aérea de Polonia: 46 unidades.

 Siria
- Fuerza Aérea Siria.

 Unión Soviética
- Fuerza Aérea Soviética.

 Yemen del Sur
- Fuerza Aérea de Yemen del Sur.

 Vietnam
- Fuerza Aérea Popular de Vietnam.

## Especificaciones (Su-7BKL)

### Características generales
- Tripulación: 1
- Longitud: 17,4 m (57 ft)
- Envergadura: 9,3 m (30,5 ft)
- Altura: 4,8 m (15,7 ft)
- Peso vacío: 8360 kg (18 425,4 lb)
- Peso cargado: 12 000 kg (26 448 lb)
- Peso máximo al despegue: 13 500 kg (29 754 lb)
- Planta motriz: 1× Turborreactor Lyulka AL-7F-I.
  - Empuje normal: 68,6 kN (6995 kgf; 15 422 lbf) de empuje.
  - Empuje con postquemador: 98,1 kN (10 003 kgf; 22 054 lbf) de empuje.

### Rendimiento
- Velocidad máxima operativa (Vno): 1150 km/h a baja altitud; 1700 km/h en altura
- Velocidad crucero (Vc): 940 km/h
- Alcance: 1450 km (783 nmi; 901 mi)
- Techo de vuelo: 15 160 m (49 738 ft)
- Régimen de ascenso: 152 m/s
- Empuje/peso: 0,58

### Armamento
- Cañones: 

  - 2x NR-30 de 30 mm con 70 proyectiles cada uno.
- Puntos de anclaje: 10 con una capacidad de 2000 kg, para cargar una combinación de:  
  - Bombas: FAB-250, FAB-500, 8U69 (bomba nuclear táctica)
  - Cohetes: S-24, UB-16-57U de 57 mm

### Desarrollos relacionados
- Sukhoi Su-9
- Sukhoi Su-17/20/22

### Aeronaves similares
- Hawker Hunter
- Nanchang Q-5
- HAL HF-24 Marut
- Republic F-105 Thunderchief